# 제이봄
제이봄(1989년 ~)은 대한민국의 가수다. 2017년 싱글 앨범 [손]으로 데뷔했다.

## 방송
- 내일은 미스터트롯 (2020) - Top101

## 음반
- 손 (2017)

## 수상
- 제20회 제천 박달가요제 대상 (2016)